# Nahrungskonkurrenz
|  | Dieser Artikel wurde aufgrund von formalen oder inhaltlichen Mängeln in der Qualitätssicherung Biologie zur Verbesserung eingetragen. Dies geschieht, um die Qualität der Biologie-Artikel auf ein akzeptables Niveau zu bringen. Bitte hilf mit, diesen Artikel zu verbessern! Artikel, die nicht signifikant verbessert werden, können gegebenenfalls gelöscht werden. Lies dazu auch die näheren Informationen in den Mindestanforderungen an Biologie-Artikel. |

Nahrungskonkurrenz bezeichnet in der Ökologie den Wettbewerb verschiedener, in ihren Fressgewohnheiten jedoch weitgehend identischer Arten, zum Erlangen von Nahrung. Nahrungskonkurrenz ist damit ein Spezialfall interspezifischer Konkurrenz. 

## Beispiel
Viele fleischfressende Landwirbeltiere, die die gleiche geographische Region bevölkern, sind mehr oder weniger direkte Nahrungskonkurrenten. Bereits kurz nachdem Löwen in der afrikanischen Savanne ein Zebra erlegt haben, finden sich Aasfresser ein und warten, bis die Löwen sich sattgefressen haben, um dann den Kadaver übernehmen zu können. Oft sind Geier zuerst vor Ort, weil sie aus großer Höhe das Geschehen in einem großen Gebiet verfolgen können und sofort mitbekommen, wenn ein großes Raubtier Beute macht. Bald darauf finden sich jedoch, angelockt vom Geruch, auch Hyänen ein und vertreiben die ihnen körperlich unterlegenen Geier vom Kadaver, die nunmehr warten müssen, bis die Hyänen ihren Hunger gestillt haben. Es sind jedoch auch schon größere Hyänenrudel dabei beobachtet worden, wie sie eine kleine Gruppe Löwen von einem gerade erst gerissenen Tier vertrieben haben.

## Gegenstrategien
Viele Arten haben im Laufe der Evolution Strategien entwickelt, um ihre Nahrung gegen direkte Konkurrenz zu sichern. Was der Leopard auf einen Baum geschleppt hat, ist für Löwen und Hyänen unerreichbar, da sie nicht so gut klettern können. Mit schierer Körpergröße oder dem Auftreten in größeren Gruppen können Nahrungskonkurrenten eingeschüchtert und aus dem eigenen Jagdrevier oder wenigstens von der Beute vertrieben werden. Eine effektive Strategie ist es auch, das Zusammentreffen mit direkten Konkurrenten während der Nahrungssuche von vornherein zu vermeiden. So gibt es in tropischen Wäldern verschiedene baumkletternde Fruchtfresser, die nachtaktiv sind (z. B. die Palmenroller in Asien oder der Wickelbär in Südamerika) und damit den tagaktiven Affen aus dem Weg gehen.
Nahrungskonkurrenz spielt sich jedoch nicht nur zwischen Individuen oder Gruppen von Individuen verschiedener Arten ab. Auch wenn Geparden mit Löwen und Hyänen generell um die Ressource Fleisch konkurrieren, vermeiden sie doch durch ihre Spezialisierung auf besonders schnelle Beutetiere, wie z. B. Thomson-Gazellen, Konkurrenz mit ebenjenen Raubtierarten. Löwen sind aufgrund ihrer Größe in der Lage, kräftige und wehrhafte Pflanzenfresser, wie Kaffernbüffel und Zebras, zu schlagen, was Geparden und Hyänen nicht können. Hyänen wiederum haben extrem kräftige Kiefer und Kiefermuskeln sowie stark zersetzende Magensäfte, wodurch sie dicke Knochen zerbeißen und verdauen können, was weder Löwen, noch Geparden möglich ist. Somit ist jede dieser Arten zu einem gewissen Grade auf bestimmte Beutetiere oder bestimmte Teile dieser Tiere spezialisiert, was die Konkurrenz zwischen den Gesamtpopulationen der Arten mindert.